# Aneta Sadach
Aneta Sadach (ur. 22 kwietnia 1975) – polska lekkoatletka, trójskoczkini.

## Kariera
3-krotna Mistrzyni Polski Seniorów w Trójskoku – 1997, 2006 oraz 2006 (hala). W sumie ponad dwadzieścia razy stawała na podium mistrzostw kraju, w tym 13 razy na stadionie (2 złote, 7 srebrnych oraz 4 brązowe medale). Wielokrotnie reprezentowała Polskę na arenach międzynarodowych, jednak bez znaczących sukcesów seniorskich (w 1991 zdobyła złoty medal rozegranego w Brukseli olimpijskiego festiwalu młodzieży Europy w skoku w dal, w tej konkurencji była 10. na mistrzostwach Europy juniorów, w trójskoku zajęła 7. miejsce podczas mistrzostw świata juniorów (1994)). Reprezentantka Polski w pucharze Europy oraz halowym pucharze Europy. W swojej długiej karierze reprezentowała m.in.: Geotermia Uniejów, Start Łódź oraz LUKS Vis Ksawerów.

## Rekordy życiowe
- trójskok – 13,99 (2003) 4. wynik w historii polskiej lekkoatletyki
- trójskok (hala) – 13,85 (2006) 3. wynik w historii polskiej lekkoatletyki